# Kočín (okres Plzeň-sever)
Kočín (dříve Kočiny, německy Kotschin) je obec v okrese Plzeň-sever v Plzeňském kraji. Leží šest kilometrů jižně od Kralovic. Žije zde 116 obyvatel. Katastrální území obce zaujímá 376 hektarů. Obec je součástí Mikroregionu Dolní Střela. Vsí protéká Kočínský potok.

## Historie
Z písemných pramenů se o Kočínu poprvé dozvídáme v roce 1183, kdy kníže Bedřich daroval ves plaskému klášteru. V roce 1390 je zmiňován Enoch z Kočína, který možná sídlil na svobodném dvoře při vsi.
Na počátku husitských válek v roce 1420 získali Kočín spolu s dalšími vesnicemi a městečkem Kralovicemi od krále Zikmund katoličtí páni bratři Hanuš a Bedřich z Kolovrat na Libštejně a Krašově. Z 16 usedlostí, které byly zmiňovány začátkem 15. století, nepřečkalo náboženské války šest.
V roce 1510 se vrátil Kočín do majetku kláštera, ale již v roce 1518 byl opět zastaven, tentokrát Albrechtovi z Gutštejna. Ten Kočín postoupil v roce 1531 Vilému Podmokelskému z Prostiboře, který v té době vlastnil kaceřovské panství. Roku 1539 získal kaceřovské panství i se vsí Kočín Floriánu Gryspekovi. V urbáři panství z roku 1558 je v Kočíně připomínáno 10 usedlých: Vondra Hůlka, Jan Šmauz, Bureš Kára, Mikeš Suchý, Jan Pekař, Bárta Lašek, Beneš Jílek, Jan Jindřichů, Kuba Hospodář a Kuba Vaňourek.
Rod Gryspeků z Gryspachu jej držel až do konfiskace Ferdinandem II. po bitvě na Bílé hoře. V roce 1623 byl Kočín vrácen do vlastnictví plaského kláštera. Cisterciáci drží ves až do zrušení kláštera Josefem II. roku 1785. Kočín přešel s celým klášterním panstvím do správy náboženského fondu, od kterého jej v roce 1826 v dražbě koupil kníže Metternich.
V 19. století se v Kočíně vyráběla vitriolová kyselina sírová, výrobu vlastnili Liewaldové a pro Kočín znamenala jeho největší rozmach – v roce 1850 měl 688 obyvatel. Po zániku těžby klesl počet obyvatel, takže k roku 1869 jich bylo jen 270. Stopy po těžbě lze najít v údolích Kočínského a Kralovického potoka v podobě štol a odvalových hald břidlice, ve vsi pak pozůstatky budov a pecí. Na začátku roku 1924 byla ves přejmenována na Kočín.

## Obyvatelstvo
| Rok            | 1869 | 1880 | 1890 | 1900 | 1910 | 1921 | 1930 | 1950 | 1961 | 1970 | 1980 | 1991 | 2001 | 2011 | 2021 |
| -------------- | ---- | ---- | ---- | ---- | ---- | ---- | ---- | ---- | ---- | ---- | ---- | ---- | ---- | ---- | ---- |
| Počet obyvatel | 270  | 320  | 263  | 276  | 301  | 314  | 286  | 177  | 154  | 115  | 135  | 151  | 108  | 124  | 117  |
| Počet domů     | 42   | 46   | 43   | 43   | 48   | 50   | 51   | 54   | 46   | 37   | 31   | 43   | 47   | 36   | 48   |

## Obecní správa
Mezi lety 1850–1985 byl Kočín obcí v okrese Kralovice (1850–1930), posléze v okrese Plasy (1950) a později v okrese Plzeň-sever. Od 1. července 1985 do 31. prosince 1991 patřil jako část města ke Kralovicím a od 1. ledna 1992 je opět samostatnou obcí. V letech 1850–1920 k obci patřilo Dolní Hradiště a v letech 1850–1960 také Kopidlo.

### Obecní symboly
Znak a vlajka byly obci uděleny rozhodnutím předsedkyně Poslanecké sněmovny Parlamentu České republiky dne 13. května 2022.

## Okolí
Kočín sousedí s Kopidlem na severozápadě, s Dolním Hradištěm na jihovýchodě, se zaniklým Čečínem na jihozápadě a Babinou na západě. Kočín leží na jihozápadní hranici přírodního parku Rohatiny.